# Britta Ågren
 Harriett Birgitta (Britta) Ågren, född 5 augusti 1912 i Karlstad, död 23 november 1997 i Stockholm, var en svensk målare.  
Hon var dotter till bankjuristen Otto Vilhelm Ågren och Anna Wiedersheim-Paul.
Ågren studerade vid Bror Hjorth och Nils Möllerbergs skulpturskola i Stockholm och som extra elev vid Konstakademin i Stockholm samt bedrev privata studier i Danmark, Nederländerna och England under 1930-talet. Hon var först verksam som skulptör men övergick till senare till måleri. Hon ställde bland annat ut separat på Galerie S:t Nikolaus i Stockholm 1954 och på Värmlands museum 1942.
Hennes konst består av porträtt och landskapsmotiv ofta med fjäll utförda i akvarell eller pastell i små format. Ågren är gravsatt i minneslunden på Skogskyrkogården i Stockholm.